# Bobbi Essers
Bobbi Essers (Enschede, 2000) is een Nederlands kunstschilder.

## Loopbaan
In 2022 studeerde Essers af aan de HKU. Datzelfde jaar won ze de Buning Brongers Prijs en de publieksprijs van The Best of Graduates van Galerie Ron Mandos. Het jaar daarna ontving ze de Koninklijke Prijs voor Vrije Schilderkunst. Na het winnen van deze prijs werd haar werk tentoongesteld in het Koninklijk Paleis op de Dam.
In 2022 was haar werk te zien tijdens een groepstentoonstelling in Museum More. Daarnaast is haar werk ook te zien geweest in het Britse kunsttijdschrift Elephant Magazine.

## Stijl en thematiek
Haar werk is hyperrealistisch en bevat vaak collages van gezichtsloze mensen in een intieme setting. Thematisch gaat haar werk vaak over vriendschap.
- RKD-Nederlands Instituut voor Kunstgeschiedenis: 506042